# Harry Styles: Live on Tour
Harry Styles: Live on Tour foi a estréia da turnê do cantor britânico Harry Styles em apoio ao seu primeiro álbum solo de estúdio Harry Styles (2017). A turnê começou no The Masonic, em São Francisco, Califórnia, Estados Unidos, no dia 19 de setembro de 2017, e terminou em 14 de julho de 2018 em Inglewood, com 89 shows..

## Antecedentes
Em junho de 2016, foi confirmado que Styles tinha assinado um contrato de gravação solo. Mais tarde, em abril de 2017, Styles lança seu single solo "Sign of the Times" e no dia 12 de Maio de 2017, seu primeiro album intitulado com o seu proprio nome foi lançado  Harry Styles.
No dia 28 de abril de 2017, Styles anunciou oficialmente em seu Twitter as 29 datas da turnê. As vendas dos ingressos para os shows estão prevista para serem liberadas no dia 5 de maio de 2017. e

## Setlist
Está lista é relativa a segunda parte da Live on Tour, Que teve inicio no dia 11 de Março de 2018. Em Basel na Suiça 
1 - Only Angel  
2 - Woman 
3 - Ever Since New York 
4 - Two Ghosts  
5 - Carolina 
6 - Stockholm Syndrome (One Direction) 
7 - Just a Little Bit Of Your Heart 
8 - Medicine (Música Nova)  
9 - Meet Me in a Hallway 
10 - Sweet Creature 
11 - If I Could Fly (One Direction)  
12 - Anna (Música Nova)  
13 - What Makes You Beautiful (One Direction) 
14 - Sign of The Times 
15 - From The Dining Table  
16 - The Chain (Fleetwood Mac) 
17 - Kiwi 

## Datas
| Data                   | Cidade           | País             | Local                                         | Público          | Receita          |
| América do Norte       | América do Norte | América do Norte | América do Norte                              | América do Norte | América do Norte |
| ---------------------- | ---------------- | ---------------- | --------------------------------------------- | ---------------- | ---------------- |
| 19 de setembro de 2017 | São Francisco    | Estados Unidos   | The Masonic                                   | —                | —                |
| 20 de setembro de 2017 | Los Angeles      | Estados Unidos   | Teatro Greek                                  | 5,727 / 5,867    | US$ 380,961      |
| 25 de setembro de 2017 | Nashville        | Estados Unidos   | Ryman Auditorium                              | —                | —                |
| 26 de setembro de 2017 | Chicago          | Estados Unidos   | Teatro Chicago                                | 3,553 / 3,553    | US$ 297,764      |
| 28 de setembro de 2017 | Nova Iorque      | Estados Unidos   | Radio City Music Hall                         | 5,942 / 5,942    | US$ 501,793      |
| 30 de setembro de 2017 | Boston           | Estados Unidos   | Teatro Wang                                   | 3,531 / 3,531    | US$ 259,878      |
| 1 de outubro de 2017   | Washington, D.C. | Estados Unidos   | DAR Constitution Hall                         | —                | —                |
| 4 de outubro de 2017   | Toronto          | Canadá           | Massey Hall                                   | —                | —                |
| 5 de outubro de 2017   | Upper Darby      | Estados Unidos   | Teatro Tower                                  | —                | —                |
| 8 de outubro de 2017   | Atlanta          | Estados Unidos   | Teatro Roxy                                   | —                | —                |
| 10 de outubro de 2017  | Irving           | Estados Unidos   | The Pavilion at Irving Music Factory          | —                | —                |
| 11 de outubro de 2017  | Austin           | Estados Unidos   | ACL Live at The Moody Theater                 | 2,622 / 2,646    | US$ 205,129      |
| 14 de outubro de 2017  | Phoenix          | Estados Unidos   | Teatro Comerica                               | —                | —                |
| Europa                 |                  |                  |                                               |                  |                  |
| 25 de outubro de 2017  | Paris            | França           | Olympia                                       | —                | —                |
| 27 de outubro de 2017  | Colônia          | Alemanha         | Palladium                                     | —                | —                |
| 29 de outubro de 2017  | Londres          | Reino Unido      | Hammersmith Apollo                            | 10,375 / 13,589  | US$ 653,398      |
| 30 de outubro de 2017  | Londres          | Reino Unido      | Hammersmith Apollo                            | —                | —                |
| 1º de novembro de 2017 | Manchester       | Reino Unido      | O2 Manchester Apollo                          | —                | —                |
| 2 de novembro de 2017  | Glasgow          | Reino Unido      | Clyde Auditorium                              | 2,919 / 2,919    | US$ 179,580      |
| 5 de novembro de 2017  | Estocolmo        | Suécia           | Fryshuset                                     | —                | —                |
| 7 de novembro de 2017  | Berlim           | Alemanha         | Tempodrom                                     | —                | —                |
| 8 de novembro de 2017  | Amesterdão       | Países Baixos    | Heineken Music Hall                           | —                | —                |
| 10 de novembro de 2017 | Milão            | Itália           | Alcatraz                                      | —                | —                |
| Ásia                   |                  |                  |                                               |                  |                  |
| 23 de novembro de 2017 | Singapura        | Singapura        | The Star Performing Arts Centre               | —                | —                |
| Oceania                |                  |                  |                                               |                  |                  |
| 26 de novembro de 2017 | Sydney           | Austrália        | Teatro Enmore                                 | —                | —                |
| 30 de novembro de 2017 | Melbourne        | Austrália        | Teatro Forum                                  | —                | —                |
| 2 de dezembro de 2017  | Auckland         | Nova Zelândia    | Spark Arena                                   | —                | —                |
| Ásia                   |                  |                  |                                               |                  |                  |
| 7 de dezembro de 2017  | Tóquio           | Japão            | Teatro EX                                     | —                | —                |
| 8 de dezembro de 2017  | Tóquio           | Japão            | Teatro EX                                     | —                | —                |
| Europa                 |                  |                  |                                               |                  |                  |
| 11 de março de 2018    | Munchenstein     | Suíça            | St. Jakobshalle                               | —                | —                |
| 13 de março de 2018    | Paris            | França           | AccorHotels Arena                             | —                | —                |
| 14 de março de 2018    | Amesterdão       | Países Baixos    | Ziggo Dome                                    | —                | —                |
| 16 de março de 2018    | Antuérpia        | Bélgica          | Sportpaleis                                   | —                | —                |
| 18 de março de 2018    | Estocolmo        | Suécia           | Ericsson Globe                                | —                | —                |
| 19 de março de 2018    | Copenhaga        | Dinamarca        | Royal Arena                                   | —                | —                |
| 21 de março de 2018    | Oslo             | Noruega          | Oslo Specktrum                                | —                | —                |
| 24 de março de 2018    | Oberhausen       | Alemanha         | Konig Pilsener Arena                          | —                | —                |
| 25 de março de 2018    | Hamburgo         | Alemanha         | Barclaycard Arena                             | —                | —                |
| 27 de março de 2018    | Munique          | Alemanha         | Olympiahalle                                  | —                | —                |
| 30 de março de 2018    | Barcelona        | Espanha          | Palau Sant Jordi                              | —                | —                |
| 31 de março de 2018    | Madrid           | Espanha          | Palacio de Deportes de la Comunidad de Madrid | —                | —                |
| 2 de abril de 2018     | Milão            | Itália           | Mediolanum Forum                              | —                | —                |
| 4 de abril de 2018     | Bolonha          | Itália           | Unipol Arena                                  | —                | —                |
| 5 de abril de 2018     | Mannheim         | Alemanha         | SAP Arena                                     | —                | —                |
| 7 de abril de 2018     | Birmingham       | Reino Unido      | Genting Arena                                 | —                | —                |
| 9 de abril de 2018     | Manchester       | Reino Unido      | Manchester Arena                              | —                | —                |
| 11 de abril de 2018    | Londres          | Reino Unido      | The O2 Arena                                  | —                | —                |
| 12 de abril de 2018    | Londres          | Reino Unido      | The O2 Arena                                  | —                | —                |
| 14 de abril de 2018    | Glasgow          | Reino Unido      | The SSE Hydro                                 | —                | —                |
| 16 de abril de 2018    | Dublin           | Irlanda          | 3Arena                                        | —                | —                |
| Oceania                |                  |                  |                                               |                  |                  |
| 21 de abril de 2018    | Perth            | Austrália        | Perth Arena                                   | —                | —                |
| 24 de abril de 2018    | Melbourne        | Austrália        | Hisense Arena                                 | —                | —                |
| 27 de abril de 2018    | Sydney           | Austrália        | Sydney Super Dome                             | —                | —                |
| 28 de abril de 2018    | Brisbane         | Austrália        | Brisbane Entertainment Center                 | —                | —                |
| Ásia                   |                  |                  |                                               |                  |                  |
| 1 de maio de 2018      | Manila           | Filipinas        | Mall of Asia Arena                            | —                | —                |
| 3 de maio de 2018      | Kallang          | Singapura        | Singapore Indoor Stadium                      | —                | —                |
| 5 de maio de 2018      | Wan Chai         | Hong Kong        | HKCEC Hall 5BC                                | —                | —                |
| 7 de maio de 2018      | Banguecoque      | Tailândia        | Impact Arena                                  | —                | —                |
| 10 de maio de 2018     | Kōbe             | Japão            | World Memorial Hall                           | —                | —                |
| 12 de maio de 2018     | Chiba            | Japão            | Makihari Event Hall                           | —                | —                |
| América Latina         |                  |                  |                                               |                  |                  |
| 23 de maio de 2018     | Buenos Aires     | Argentina        | DirecTV Arena                                 | —                | —                |
| 25 de maio de 2018     | Santiago         | Chile            | Movistar Arena                                | —                | —                |
| 27 de maio de 2018     | Rio de Janeiro   | Brasil           | Jeunesse Arena                                | —                | —                |
| 29 de maio de 2018     | São Paulo        | Brasil           | Espaço das Américas                           | —                | —                |
| América do Norte       |                  |                  |                                               |                  |                  |
| 1 de junho de 2018     | Cidade do México | México           | Palacio de los Deportes                       | —                | —                |
| 2 de junho de 2018     | Cidade do México | México           | Palacio de los Deportes                       | —                | —                |
| 5 de junho de 2018     | Dallas           | Estados Unidos   | American Airlines Center                      | —                | —                |
| 6 de junho de 2018     | Houston          | Estados Unidos   | Toyota Center                                 | —                | —                |
| 9 de junho de 2018     | Sunrise          | Estados Unidos   | BB&T Center                                   | —                | —                |
| 11 de junho de 2018    | Duluth           | Estados Unidos   | Infinite Energy Arena                         | —                | —                |
| 12 de junho de 2018    | Nashville        | Estados Unidos   | Bridgestone Arena                             | —                | —                |
| 15 de junho de 2018    | Filadélfia       | Estados Unidos   | Wells Fargo Center                            | —                | —                |
| 16 de junho de 2018    | Toronto          | Canadá           | Air Canada Centre                             | —                | —                |
| 18 de junho de 2018    | Boston           | Estados Unidos   | TD Garden                                     | —                | —                |
| 21 de junho de 2018    | Nova Iorque      | Estados Unidos   | Madison Square Garden                         | —                | —                |
| 24 de junho de 2018    | Washington, D.C. | Estados Unidos   | Capital One Arena                             | —                | —                |
| 26 de junho de 2018    | Detroit          | Estados Unidos   | Little Caesars Arena                          | —                | —                |
| 27 de junho de 2018    | Indianápolis     | Estados Unidos   | Bankers Life Fieldhouse                       | —                | —                |
| 30 de junho de 2018    | Chicago          | Estados Unidos   | United Center                                 | —                | —                |
| 1 de julho de 2018     | Saint Paul       | Estados Unidos   | Xcel Energy Center                            | —                | —                |
| 3 de julho de 2018     | Denver           | Estados Unidos   | Pepsi Center                                  | —                | —                |
| 6 de julho de 2018     | Vancouver        | Canadá           | Rogers Arena                                  | —                | —                |
| 7 de julho de 2018     | Seattle          | Estados Unidos   | KeyArena                                      | —                | —                |
| 9 de julho de 2018     | San José         | Estados Unidos   | Golden 1 Center                               | —                | —                |
| 11 de julho de 2018    | Sacramento       | Estados Unidos   | SAP Center                                    | —                | —                |
| 13 de julho de 2018    | Inglewood        | Estados Unidos   | The Forum                                     | —                | —                |
| 14 de julho de 2018    | Inglewood        | Estados Unidos   | The Forum                                     | —                | —                |
| TOTAL                  | TOTAL            | TOTAL            | TOTAL                                         | —                | —                |